# Стайлсвілл (Індіана)
Стайлсвілл (англ. Stilesville) — місто (англ. town) в США, в окрузі Гендрікс штату Індіана. Населення — 269 осіб (2020).

## Географія
Стайлсвілл розташований за координатами 39°38′12″ пн. ш. 86°37′59″ зх. д. / 39.63667° пн. ш. 86.63306° зх. д. (39.636793, -86.633011).  За даними Бюро перепису населення США в 2010 році місто мало площу 0,98 км², з яких 0,97 км² — суходіл та 0,02 км² — водойми.

## Демографія
Згідно з переписом 2010 року, у місті мешкало 316 осіб у 124 домогосподарствах у складі 89 родин. Густота населення становила 322 особи/км².  Було 139 помешкань (142/км²).
Расовий склад населення:
| - 98,7 % — білих - 0,3 % — чорних або афроамериканців |

До двох чи більше рас належало 0,0 %. Частка іспаномовних становила 2,8 % від усіх жителів.
За віковим діапазоном населення розподілялося таким чином: 25,3 % — особи молодші 18 років, 61,1 % — особи у віці 18—64 років, 13,6 % — особи у віці 65 років та старші. Медіана віку мешканця становила 41,9 року. На 100 осіб жіночої статі у місті припадало 96,3 чоловіків;  на 100 жінок у віці від 18 років та старших — 101,7 чоловіків також старших 18 років.
Середній дохід на одне домашнє господарство  становив 41 152 долари США (медіана — 33 750), а середній дохід на одну сім'ю — 56 317 доларів (медіана — 52 083). За межею бідності перебувало 10,7 % осіб, у тому числі 0,0 % дітей у віці до 18 років та 11,0 % осіб у віці 65 років та старших.
Цивільне працевлаштоване населення становило 103 особи. Основні галузі зайнятості: транспорт — 25,2 %, освіта, охорона здоров'я та соціальна допомога — 14,6 %, роздрібна торгівля — 13,6 %.